# Петър Занев
Петър Димитров Занев е бивш български футболист, защитник.

## Състезателна кариера
Започва да тренира футбол в родния си град Гоце Делчев, а през 1999 преминава в школата на Септември Симитли. Играе като ляв бек, но се справя и като централен защитник и десен бек. През 2002 Септември Симитли се обединява с Пирин Благоевград и школата е преместена в Благоевград. Дебютира за първия състав на тима едва на 17 години, а и след промоцията в А група, продължава да играе редовно в тима. В началото на 2005 преминава в Литекс Ловеч заедно със Станислав Манолев. Дебютира за тима на 16 април 2005 точно срещу Пирин Благоевград, а първи гол отбелязва на 14 септември 2006 за равенството 1:1 срещу Макаби Хайфа Израел в турнира за купата на УЕФА. На 17 юни 2007 е привлечен от треньора Христо Стоичков в Селта Виго Испания под формата на дългогодишен наем с право на закупуване. На 26 август 2007 прави дебют при равенството 1:1 с Кордоба Испания, но не успява да се утвърди и след смяната на треньора договора му е прекратен. На 9 януари 2008 е даден под наем на Расинг Ферол Испания, където дебютира на 27 януари 2008 при победата с 3:1 над Ейбар Испания. Налага се като твърд титуляр в тима. В края на сезон 2007/08 се завръща в Литекс Ловеч като с тима печели титлата на България през сезон 2009/10 и 2010/11, купата на България за сезон 2008/09 и суперкупата на България през 2010. Избран е за любимец на феновете на Литекс за 2010 година. През декември 2010 Литекс отказва оферта от Брюж Белгия на стойност 1 милион евро, но през лятото на 2012 все пак е продаден на Волин Луцк Украйна. Остава до края на сезона и разтрогва с тима заради неизплатени заплати. На 28 юни 2013 подписва с Амкар Перм Русия. Началото му в тима е трудно поради контузия, поради която не играе в рамките на девет месеца. След това се налага като записва 115 мача и 2 гола за тима. На 25 юни 2018 след фалита на Амкар Перм Русия подписва с Енисей Красноярск Русия, като напуска тима през април 2019 след 15 мача с 1 гол. Още със завръщането си в България започва да тренира с тима на ЦСКА, а договор с тима подписва на 29 май 2019. Дебютира за армейците при победата с 4:0 над Титоград Подгорица Черна гора на 9 юли 2019. Капитан на отбора. Дебютен гол отбелязва на 30 октомври 2019 при победата с 4:0 над Етър Велико Търново. Носител на купата на България за сезон 2020/21. Напуска ЦСКА в края на май 2021 след изтичане на договора му. 
Дебютира за националния отбор на България при Христо Стоичков на 15 ноември 2006 в приятелската среща със Словакия при загубата 1:3. Играе за тима и при националните селекционери Димитър Пенев, Пламен Марков, Станимир Стоилов и Лотар Матеус. След известна пауза е повикан отново за квалификациите за световното първенство 2018. Излиза с капитанската лента на България за мача с Франция на 7 октомври 2017 при загубата с 0:1. Изиграва общо 44 мача с националния отбор на България. На 2 септември 2020 е избран за капитан на националния отбор на България.

## Успехи
Литекс Ловеч
- Шампион (2): 2009/10, 2010/11
- Купа на България (1): 2009
- Суперкупа на България (1): 2010

 ЦСКА (София)
- Купа на България (1): 2021